# 张大可
张大可，黑龙江齐齐哈尔人，中华人民共和国政治人物、外交官。

## 生平
1985年，担任中华人民共和国驻捷克斯洛伐克大使。1988年，接替马叙生担任中华人民共和国驻德意志民主共和国大使。1991年，担任中华人民共和国驻南斯拉夫社会主义联邦共和国大使。

## 荣誉

### 外国勋章奖章
- 二级白狮勋章（捷克斯洛伐克，1988年3月22日于布拉格颁发[2]）